# Spilosoma leopardinula
Spilosoma leopardinula là một loài bướm đêm thuộc phân họ Arctiinae, họ Erebidae.